# Gordon Shi-Wen Chin
Gordon Shi-Wen Chin, 金希文 (Taiwan, 1957), è un compositore e direttore d'orchestra taiwanese.
È membro della facoltà dell'Università nazionale normale di Taiwan. Ha conseguito il dottorato presso la Eastman School of Music con Christopher Rouse e Samuel Adler. Come uno dei compositori più prolifici di Taiwan, i suoi lavori sono stati eseguiti dall'Orchestra Sinfonica di Seattle, dalla San Diego Symphony Orchestra e dall'Orchestra Sinfonica di Vancouver, nonché da gruppi di Tokyo (Euodia Orchestra), Francia (Ensemble 2e2m), International Sejong Solisti (Stati Uniti) e molti altri. Il Los Angeles Times lo ha definito un "maestro fiducioso del grande idioma orchestrale modernista occidentale usato per scopi drammatici piuttosto che astratti". Chin è ora il direttore musicale dello Yinqi Chorus & Orchestra.